# Spilogona incerta
Spilogona incerta este o specie de muște din genul Spilogona, familia Muscidae, descrisă de Huckett în anul 1965.
Este endemică în Alaska. Conform Catalogue of Life specia Spilogona incerta nu are subspecii cunoscute.